# Dave (rapper)
David Orobosa Michael Omoregie (Brixton, 5 juni 1998), bekend onder zijn artiestennaam als Dave of Santan Dave, is een Britse rapper en acteur.
In 2016 bracht Dave zijn debuut-ep Six Paths uit, na het succes van verschillende singles, waaronder het grimenummer Thiago Silva, een samenwerking met AJ Tracey. Datzelfde jaar bracht de Canadese rapper Drake een remix uit van Dave's nummer Wanna Know, waarin Drake zelf te horen was. Deze remix werd uitgezonden op OVO Sound Radio. In 2017 volgde Dave's tweede ep, Game Over. Het jaar daarop won hij de prestigieuze Ivor Novello Award voor Beste Hedendaagse Lied met zijn politiek nummer Question Time, waarin hij kritiek uitte op de Britse regering. Later in 2018 bracht Dave de single Funky Friday uit, een samenwerking met Fredo. Dit werd zijn eerste nummer 1-hit in de Britse hitlijsten.
Dave's debuutalbum, Psychodrama (2019), werd lovend ontvangen door critici en debuteerde op nummer één in de UK Albums Chart. Het album brak records als het meest gestreamde Britse rapalbum in de eerste week. Psychodrama won de prestigieuze Mercury Prize en werd bekroond met Album van het Jaar tijdens de Brit Awards 2020. In september 2019 maakte Dave zijn acteerdebuut in het derde seizoen van de Netflix-serie Top Boy. In juli 2021 bracht hij zijn tweede album uit, We're All Alone in This Together, dat eveneens een kritisch en commercieel succes was en zijn tweede nummer 1-album in het Verenigd Koninkrijk werd.
Op 3 maart 2022 bracht Dave de single Starlight uit, waarmee hij zijn eerste solo-nummer 1-hit in het Verenigd Koninkrijk behaalde. In juni 2023 scoorde hij zijn derde en langstlopende nummer 1-hit met Sprinter, een samenwerking met Central Cee. Dit nummer was de eerste single van hun gezamenlijke ep Split Decision.

## Jeugd
David Orobosa Omoregie werd geboren op 5 juni 1998 in de wijk Brixton, in Zuid-Londen. Zijn vader, Frank Omoregie, was dominee, en zijn moeder, Juliet Doris Omoregie, werkte als verpleegster. Dave heeft twee oudere broers, Benjamin en Christopher, die respectievelijk acht en vijf jaar ouder zijn. Op zevenjarige leeftijd verhuisde Dave van Brixton naar Streatham in Zuid-Londen. Hij begon al op jonge leeftijd muziek te componeren en schreef zijn eerste songteksten op elfjarige leeftijd, geïnspireerd door zijn oudere broer die thuis oefende met rappen. Op veertienjarige leeftijd leerde hij zichzelf piano spelen, nadat hij een elektrisch keyboard van zijn moeder had gekregen als kerstcadeau.
Tijdens zijn tienerjaren werden beide oudere broers van Dave gevangengezet. Toen Dave elf jaar oud was, werd zijn broer Christopher veroordeeld tot een levenslange gevangenisstraf met een minimum van 18 jaar, wegens zijn betrokkenheid bij de moord op de 15-jarige Sofyen Belamouadden in 2010 op station London Victoria. In 2014, toen Dave vijftien was, kreeg zijn andere broer, Benjamin, vier jaar gevangenisstraf voor een overval; hij werd in 2018 vrijgelaten. Zijn broers fungeerden als een vaderfiguur voor Dave, omdat hij zijn eigen vader nauwelijks kende. Deze ervaringen hebben een belangrijke rol gespeeld in Dave's leven en werk, waarin hij vaak thema’s zoals familie, verlies en maatschappelijke ongelijkheid verkent.
Dave volgde zijn middelbare schoolopleiding aan de St Mark's Academy in Mitcham en studeerde later aan het Richmond upon Thames College in Twickenham, waar hij vakken als recht, filosofie en ethiek volgde. Daarnaast studeerde hij geluidsontwerp en politiek als extra modules. Hij werd toegelaten tot Montfort University in Leicester om rechten te studeren, maar besloot uiteindelijk niet te gaan. In plaats daarvan koos hij ervoor zich volledig te richten op zijn muzikale carrière, een keuze die later bepalend zou blijken voor zijn succes.

## Muziekcarrière

### 2017–2018:Game Overen Singles
In 2017 bracht Dave een reeks singles uit die niet op een album verschenen. Zijn nummer Samantha, een samenwerking met J Hus, bereikte de 63e plek in de Official Singles Chart. Daarnaast bracht Dave de nummers Revenge, Tequila, en 100M's uit. Het laatstgenoemde nummer werd in 2018 gebruikt in de Born Mercurial-advertentie van Nike. Dave maakte zijn televisiedebuut in mei 2017 in het BBC-programma Later... with Jools Holland, waar hij zijn nummer Picture Me bracht terwijl hij zichzelf begeleidde op piano.
In de eerste helft van 2017 ging Dave op tournee in het Verenigd Koninkrijk, waaronder twee avonden in de O2 Academy Islington. Hij maakte ook zijn debuut op grote festivals, zoals Wireless en het Reading and Leeds Festival. Later dat jaar toerde hij voor het eerst door Noord-Amerika tijdens een gezamenlijke tournee met AJ Tracey, waarmee hij internationale erkenning begon te krijgen.
Op 9 oktober 2017 kondigde Dave zijn tweede extended play (ep), Game Over, aan. De ep werd voorafgegaan door de release van het nummer Question Time. In het nummer richt hij zich tot de toenmalige premier Theresa May, voormalig premier David Cameron, en Labour-leider Jeremy Corbyn, met kritische vragen over hun beleid en leiderschap. Game Over werd op 3 november 2017 onafhankelijk uitgebracht voor streaming en digitale download, samen met de single "No Words". De ep debuteerde op nummer dertien in de UK Albums Chart, terwijl No Words op nummer achttien binnenkwam en later piekte op nummer zeventien op 11 januari 2018. Na de release van de ep ging Dave op tournee door het Verenigd Koninkrijk en Australië.
Op 29 november 2017 won Dave zijn eerste MOBO Award in de categorie Beste Nieuwkomer tijdens de ceremonie van dat jaar. Bij de Brit Awards 2018 ontving hij zijn eerste nominatie in de categorie British Breakthrough Act, maar verloor van Dua Lipa. In 2018 werd Dave, op 19-jarige leeftijd, de jongste winnaar ooit van een Ivor Novello Award. Hij won in de categorie Best Contemporary Song voor zijn politiek geladen nummer Question Time.
Na de release van zijn Game Over ep bracht Dave zijn eerste single van 2018 uit, getiteld Hangman, op 27 februari. In de herfst van dat jaar begon hij aan zijn eerste tournee door Europa. Na een pauze van zeven maanden bracht Dave op 4 oktober 2018 het nummer Funky Friday uit, met rapper Fredo. Het nummer debuteerde op nummer één in de UK Singles Chart.

### 2019–2020:Psychodrama
In januari 2019 werkte Dave samen met de Britse rapper Headie One aan het nummer 18Hunna, dat op nummer zes terechtkwam in de UK Singles Chart. Later dat jaar werkte Dave opnieuw samen met Fredo en was hij te horen op het nummer All I Ever Wanted, afkomstig van Fredo's album Third Avenue. Beide samenwerkingen versterkten Dave's positie in de Britse rapscene. Op 21 februari 2019 kondigde Dave zijn debuutalbum Psychodrama aan. Tegelijk met de aankondiging bracht hij de leadsingle Black uit, een nummer waarin hij de complexiteiten van het zwart-zijn bespreekt. De videoclip van Black bevatte prominente zwarte Britse figuren, waaronder Damson Idris, Dr. Anne-Marie Imafidon, Dina Asher-Smith, Ozwald Boateng, Raheem Sterling, Stormzy, Micheal Ward en Tiffany Calver.
Dave's debuutalbum, Psychodrama, werd uitgebracht op 8 maart 2019. Het album debuteerde op nummer één in de UK Albums Chart en verkocht in de eerste week 26.390 exemplaren, waarvan 79% afkomstig was uit 26,3 miljoen streams. Hiermee brak Psychodrama het record voor de meeste streams in de eerste week van een Brits rapalbum. Van het album debuteerden de nummers Disaster, Streatham, en Location op respectievelijk de achtste, negende en elfde plaats in de UK Singles Chart.
De nummers Disaster, met J Hus, en Location, met Burna Boy, beide geproduceerd door Jae5, Fraser T. Smith en Dave, werden in juli 2019 officieel uitgebracht als singles van het album Psychodrama. Beide singles haalden platina. Location groeide uit tot één van Dave's grootste nummers en ontving in oktober 2021 een viermaal platina BPI-certificering, met meer dan 1.800.000 verkochte exemplaren in het Verenigd Koninkrijk.
Na de release van Psychodrama ging Dave op zijn eerste Britse headlinetournee sinds 2017, waarbij hij onder andere twee avonden optrad in de Brixton Academy. Daarnaast breidde hij zijn tournee uit naar Australië, Europa, en Noord-Amerika. Op 30 juni 2019 maakte Dave zijn debuut op het Glastonbury Festival. Tijdens zijn optreden nodigde hij een fan uit het publiek uit om met hem het nummer Thiago Silva te zingen. De video van deze spontane samenwerking ging viraal, waarna het nummer opnieuw binnenkwam in de UK Singles Chart en piekte op nummer 36. Later dat jaar trad Dave ook op tijdens het Reading and Leeds Festival, waar hij voor het eerst de hoofdact was op het BBC Radio 1-podium.
Dave maakte zijn acteerdebuut in de Netflix-revival en derde serie van Top Boy, waarin hij de rol van Modie speelde. Voor de soundtrack van de serie bracht hij twee nummers uit, Professor X en God's Eye, die hij beide zelf produceerde.
Op 19 september 2019 won Dave de Mercury Prize 2019 voor Psychodrama. In 2020 won hij ook de prijs voor Brits Album van het Jaar bij de Brit Awards. Tijdens de Brit Awards 2020 voerde Dave zijn nummer Black uit, een optreden dat controverse veroorzaakte. In zijn tekst noemde hij de toenmalige Britse premier Boris Johnson een "echte racist" en uitte hij kritiek op de regering vanwege hun behandeling van de slachtoffers van de Grenfell Tower-ramp en de Windrush-generatie. Het nummer leverde Dave opnieuw een Ivor Novello Award op voor Beste Hedendaagse Lied bij de awards van 2020. Daarnaast ontving hij in 2019 de GQ Men of the Year Vero Breakthrough Music Act Award bij de GQ Men of the Year Awards.
In augustus 2020 werkte Dave samen met Sir David Attenborough aan een speciale aflevering van Planet Earth, getiteld Planet Earth: A Celebration. Tijdens deze aflevering speelde Dave piano naast de beroemde componist Hans Zimmer. In oktober 2020 werkte Dave samen met Fraser T. Smith aan de productie van diens debuutalbum, 12 Questions.

### 2021–2022:We're All Alone in This Together
In januari 2021 werkte Dave opnieuw samen met zijn vaste partner Fredo. Dave was te horen op het nummer Money Talks, een single van Fredo's album Money Can't Buy Happiness, dat Dave uitvoerend produceerde onder zijn alias SANTAN.
In april 2021 bracht Dave een twee-track ep uit, bestaande uit de nummers Titanium en Mercury (met Kamal).
Twee maanden later kondigde Dave zijn tweede album, We're All Alone in This Together, aan, samen met de albumcover en de releasedatum. Op 9 juli 2021 werd de leadsingle Clash, een samenwerking met Stormzy, uitgebracht. Het nummer bereikte de tweede plaats in de UK Singles Chart. In de videoclip zijn Dave en Stormzy te zien, omringd door auto's bij de Aston Martin-fabriek in Warwickshire, terwijl ze rondrijden op het circuit van Silverstone. De videoclip kwam kort na Dave's samenwerking met Aston Martin in maart 2021, waarbij hij betrokken was bij de lancering van hun AMR21 Formule 1-auto.
Op 23 juli 2021 bracht Dave zijn tweede studioalbum uit, We're All Alone in This Together. Het album debuteerde op nummer één in de UK Albums Chart, waarmee het Dave’s tweede opeenvolgende nummer één-album werd. Daarnaast bereikte het album de eerste plaats in de Schotse Albums Chart en de Ierse Albums Chart. In de eerste week verkocht het album 74.000 exemplaren, waarvan 43,9% afkomstig was van 38,5 miljoen streams van de twaalf nummers. Dit vestigde een nieuw record voor wekelijkse albumstreams voor een Brits rapalbum. In de UK Singles Chart bereikten de nummers Clash, Verdansk en In the Fire respectievelijk de tweede, vierde en zesde plaats. Deze eerste weekverkopen braken meerdere records, waaronder de grootste openingsweek voor een album in het Verenigd Koninkrijk sinds november 2019 met Coldplay's Everyday Life en de grootste eerste weekverkopen voor een Brits hiphop-/rapalbum in meer dan een decennium, sinds Tinie Tempah's debuut Disc-Overy in oktober 2010. Het album keerde op 13 augustus 2021, drie weken na de release, terug naar de nummer één positie.
Na de release trad Dave, op 11 september 2021, op als hoofdact op het festival Parklife. In augustus 2021 won Dave zijn derde Ivor Novello Award, samen met Fraser T. Smith, in de categorie Best Contemporary Song voor het nummer Children of the Internet.
Naast zijn eigen muziek bleef Dave actief als producer. Onder zijn alias SANTAN produceerde hij het nummer End of the Beginning op Central Cee's mixtape 23, die in februari 2022 werd uitgebracht.
Bij de Brit Awards 2022 werd Dave genomineerd voor vier prijzen, waaronder Beste Album, Beste Artiest, en Beste Nummer. Hij won de prijs voor Beste Britse Hiphop/Rap/Grime-Act. Tijdens de ceremonie voerde Dave zijn nummer In the Fire op. Hij bracht de artiesten die op het nummer te horen zijn – Fredo, Meekz, Ghetts, en Giggs – op het podium voor een gezamenlijke performance.
Begin 2022 begon Dave aan zijn eerste uitverkochte arenatournee door het Verenigd Koninkrijk, met onder andere twee shows in de O2 Arena in Londen. Hij vervolgde zijn tournee door Europa en Noord-Amerika. In maart 2022 bracht Dave zijn eerste single van het jaar uit, Starlight, die debuteerde op nummer één in de UK Singles Chart. In mei 2022 won Dave de Songwriter of the Year Award tijdens de 67e Ivor Novello Awards. Dit markeerde zijn vierde overwinning bij de Ivor Novello Awards in een periode van vijf jaar, waarmee hij zijn status als een van de meest getalenteerde en invloedrijke songwriters in de Britse muziekscene verder bevestigde. In de zomer van 2022 trad Dave op bij verschillende festivals. Hij was headliner van het Wireless Festival, het Longitude Festival en Rolling Loud Toronto.

### 2023–heden:Split Decision
In juni 2023 bracht Dave de single Sprinter uit, een samenwerking met Central Cee. Het nummer debuteerde met 108.200 verkochte eenheden in de eerste week, inclusief 13,4 miljoen streams.
Het nummer bereikte de nummer één positie in de UK Singles Chart, waarmee het Dave's derde nummer één single werd, na Funky Friday en Starlight. Kort na de release van Sprinter brachten Dave en Central Cee hun gezamenlijke ep, Split Decision, uit.

### Modellenwerk
Dave maakte zijn debuut als model voor Pharrell Williams' Louis Vuitton-debuut als de nieuw benoemde creatief directeur voor herenmode tijdens de Paris Fashion Week van 2023.

## Discografie

### Studioalbums
- Psychodrama (2019)
- We're All Alone in This Together (2021)

### Ep's
- Six Paths (2016)
- Game Over (2017)
- Split Decision (2023)

## Filmografie
- 2019: Top Boy (seizoen 3)